# Drawing Restraint 9
Drawing Restraint 9 (или The Music From Matthew Barney’s Drawing Restraint 9) — саундтрек к фильму-перформансу «Растворение мира» (также известен как «Рисуя границы 9»), написанный исландской певицей Бьорк и вышедший в 2005 году. Фильм снят тогдашним бойфрендом певицы, художником и скульптором Мэттью Барни. Саундтрек радикально отличается от всех остальных работ Бьорк своей минималистичностью и полным отсутствием поп-составляющей. Половина треков являются инструментальными. Голос Бьорк звучит только в трёх песнях: «Bath», «Storm» и «Cetacea».

## Концепция и создание
Drawing Restraint 9 — первый совместный проект Барни и Бьорк после пяти лет знакомства. Изначально они договаривались, что не будут смешивать свою карьеру и личную жизнь, тем не менее, по истечении времени всё изменилось. Описывая их первые дискуссии о проекте, Бьорк говорила: «Я хотела знать структуру фильма, эмоциональную структуру. Мне нужно было что-то, на чём строить саундтрек». Однако, оказалось, что Мэттью не понимает о чём идёт речь. «Это одна из причин, почему я очарована им. Это просто загадка. Кто-то, кто не поглощен эмоциями, не одержим эмоциональными пиками». Как рассказывает Барни: «В некоторых случаях Бьорк набрасывала музыкальные скетчи на основе довольно рыхлых описаний того, чем может быть сцена в фильме. В дальнейшем, когда я разрабатывал сцену и формулировал то, что на самом деле произойдёт, я слушал эти скетчи и они определённо на меня влияли». Зачастую Мэттью не было необходимости пространно объяснять Бьорк что он хочет, поскольку они прекрасно друг друга понимали. «Он мог сказать лишь: „агрессивные корабли“ и мне сразу всё было ясно».
Саундтрек комбинирует новейшие технологии и древние инструменты. Для этого проекта, Бьорк, будучи в Японии, изучала древнюю японскую музыку. Несколько треков написаны для японского инструмента шо. «Я написала партии для шо в течение недели, сидя в отеле». Музыку, написанную Бьорк, исполняет Мэюми Мията — одна из наиболее известных в мире исполнительниц игры на шо. Она также появляется в фильме, играющей на своём инструменте. «Я прослушала все её записи и это вдохновило меня сделать всё по-другому. Я была осторожна с японскими музыкальными стереотипами, и я не хотела, чтобы это звучало как медитация в стиле нью-эйдж».
В первом треке звучит голос Уилла Олдхэма (также известного как Bonnie 'Prince' Billy), поющего по-английски текст письма от японского рыбака генералу Мак Артуру с благодарностью за снятие моратория США на ловлю китов у своих берегов. Этот текст был адаптирован Барни и положен на музыку Бьорк, которую на арфе исполняет Зина Паркинс.
Сама Бьорк тоже исполняет на арфе некоторые партии. Также она самостоятельно занималась программированием, аранжировками и редактированием материала.
В треке «Holographic Entrypoint» использована партитура японского театра но, исполненная Сиро Номурой. В треке «Pearl» присутствует горловое пение канадской исполнительницы Тани Тагак.

## Релиз
Альбом вышел в стандартных форматах на CD и виниле. В 2006 году он был переиздан на DualDisc в шестиканальном звуке высокого разрешения c дополнительным треком «Petrolatum» на DVD-Audio стороне.

## Реакция
| Совокупная оценка | Совокупная оценка |
| Источник          | Оценка            |
| ----------------- | ----------------- |
| Metacritic        | 67/100            |
| Оценки критиков   |                   |
| Источник          | Оценка            |
| Pitchfork         | 7.0/10            |
| Stylus Magazine   | B+                |
| AllMusic          | [ 6 ]             |
| The Guardian      | [ 7 ]             |
| Rolling Stone     | [ 8 ]             |
| Tiny Mix Tapes    | [ 9 ]             |

Альбом был хорошо принят большинством критиков. На Metacritic рейтинг альбома составляет 67 % на основе 16 профессиональных рецензий, что означает в целом положительные рецензии, при этом примерно треть рецензий выражают смешанную оценку.
Английский журнал Mojo поставил Drawing Restraint 9 на второе место в списке лучших саундтреков года.
Скотт Маккитинг из Stylus посчитал альбом «ещё одним шагом вперёд и ввысь для одного из настоящих музыкально-эмоциональных гениев». Рецензент The Guardian отметил, что «это не всегда легкая запись — она требует тишины и терпения от слушателя, но это не менее чем увлекательно и часто захватывающе красиво». Вердикт Rolling Stone выражает смешанную реакцию: «Возможно, результат и впечатляющ, однако здесь явно не хватает собственной музыкальной индивидуальности Бьорк и её самого главного достояния: её неподражаемого голоса». Журнал Q опубликовал резко негативную рецензию: «Дети ноют, аккордеоны стонут и бестелесный голос Бьорк лишь иногда раскатывается в пределах слышимости».
Некоторые рецензенты отмечали, что главная ошибка, которую может допустить слушатель — это принять пластинку за новый альбом Бьорк. «Drawing Restraint 9 — это именно музыка к фильму. Из одиннадцати треков песнями можно назвать от силы пять, и только в трёх из них задействован вокал самой Бьорк. Однако незримое присутствие певицы чувствуется в каждой композиции» — «Бьорк достигла того статуса, когда каждое произведение, выходящее из-под её руки, становится объектом интереса со стороны ценителей музыки. На пластинке нет ни одной „форматной“ песни, она не претендует на места в хит-парадах, но больше многих саундтреков к популярным фильмам заслуживает того, чтобы её послушали».

## Фильм
Действие фильма разворачивается на японском китобойном судне Nisshin Maru и комбинирует скульптуру, музыку и перформанс, исследуя взаимодействие между самоограничением и креативностью. В фильме отсутствуют диалоги. Бьорк и Барни играют две главные роли: Гостей на судне, проходящих сложную японскую чайную церемонию, в ходе которой они влюбляются друг в друга, а в конце подвергаются мистическому преобразованию в китов. Параллельно на борту судна проходит преобразования огромная скульптура, создаваемая из вазелиновой массы.
Как говорит Барни, решение снять себя и Бьорк было не автобиографичным, а практичным. Снять историю любви было проще, используя шаблон из реальной жизни, «не связываясь с необходимостью направлять актёров». Бьорк сказала, что для неё было релаксацией скрыть свою личность в значительной степени в проекте кого-то другого. «Музыка здесь в роли поддержки. Мы не хотим, чтобы это было как видео Бьорк».

## Список композиций
| №   | Название                           | Текст песни           | Музыка                | Продюсер                             | Длительность |
| --- | ---------------------------------- | --------------------- | --------------------- | ------------------------------------ | ------------ |
| 1.  | «Gratitude»                        |                       | Björk, Matthew Barney | Björk                                | 4:59         |
| 2.  | «Pearl»                            |                       | Björk                 | Björk                                | 3:42         |
| 3.  | «Ambergris March»                  |                       | Björk                 | Björk, Mark Bell, Valgeir Sigurðsson | 3:57         |
| 4.  | «Bath»                             | Björk                 | Björk, Akira Rabelais | Björk                                | 5:07         |
| 5.  | «Hunter Vessel»                    |                       | Björk                 | Björk                                | 6:36         |
| 6.  | «Shimenawa»                        |                       | Björk                 | Björk                                | 2:48         |
| 7.  | «Vessel Shimenawa»                 |                       | Björk                 | Björk                                | 1:54         |
| 8.  | «Storm»                            | Björk                 | Björk, Leila          | Björk                                | 5:32         |
| 9.  | «Holographic Entrypoint»           |                       | Matthew Barney        | Björk                                | 9:57         |
| 10. | «Cetacea»                          | Björk, Matthew Barney | Björk                 | Björk                                | 3:12         |
| 11. | «Antarctic Return»                 |                       | Björk                 | Björk                                | 4:18         |
| 12. | «Petrolatum» (DualDisc бонус-трек) |                       | Björk                 | Björk                                | 6:10         |

### В фильме
Полный список музыки из фильма в порядке появления. Некоторые из треков являются инструментальными версиями или вариациями основных тем, поэтому не попали в основной саундтрек.
1. «Gratitude» (Björk, Barney) — 4:59
2. «Petrolatum» — 6:10
3. «Haf»
4. «Pearl» — 3:43
5. «Nisshin Maru» (Valgeir Sigurðsson) — 2:41
6. «Host» (Mark Bell) — 5:50
7. «Bath» (Björk, Akira Rabelais) — 5:07
8. «Aposiopesis» (Akira Rabelais) — 5:16
9. «Hunter Vessel» — 6:36
10. «Shimenawa» — 2:48
11. «Vessel Shimenawa» — 1:54
12. «Repose» (Valgeir Sigurðsson)
13. «Storm» (Björk, Leila) — 5:32
14. «Holographic Entrypoint» (Barney) — 9:57
15. «Ambergris March» — 3:57
16. «Field Inversion»
17. «Cetacea» (Björk, Barney) — 3:12
18. «Antarctic Return» — 4:18